# Placówka Straży Granicznej I linii „Wygiełdów”
Placówka Straży Granicznej I linii „Wygiełdów” – jednostka organizacyjna Straży Granicznej pełniąca służbę ochronną na granicy polsko-niemieckiej w okresie międzywojennym.

## Formowanie i zmiany organizacyjne
Na wniosek Ministerstwa Skarbu, uchwałą z 10 marca 1920 roku, powołano do życia Straż Celną. Od połowy 1921 roku jednostki Straży Celnej rozpoczęły przejmowanie odcinków granicy od pododdziałów Batalionów Celnych. W 1921 roku w Praszce stacjonował sztab 4 kompanii 4 batalionu celnego. 4 kompania celna jedną ze swoich placówek wystawiła w Wygiełdowie. Proces tworzenia Straży Celnej trwał do końca 1922 roku. Placówka Straży Celnej „Wygiełdów” weszła w podporządkowanie komisariatu Straży Celnej „Jelonki” z Inspektoratu SC „Praszka”.
Rozporządzeniem Prezydenta Rzeczypospolitej Polskiej Ignacego Mościckiego z 22 marca 1928 roku, do ochrony północnej, zachodniej i południowej granicy państwa, a w szczególności do ich ochrony celnej, powoływano z dniem 2 kwietnia 1928 roku  Straż Graniczną.
Rozkazem nr 3 z 25 kwietnia 1928 roku w sprawie organizacji Wielkopolskiego Inspektoratu Okręgowego dowódca Straży Granicznej gen. bryg. Stefan Pasławski określił strukturę organizacyjną komisariatu SG „Praszka”. Placówka Straży Granicznej I linii „Wygiełdów” znalazła się w jego strukturze.
Rozkazem nr 4 z 17 grudnia 1934 roku  w sprawach [...] zarządzeń organizacyjnych i zmian budżetowych, komendant Straży Granicznej płk Jan Jur-Gorzechowski wyłączył placówkę I linii „Wygiełdów”  z komisariatu SG „Praszka” i przydzielił do komisariatu Straży Granicznej „Rudniki”.

## Służba graniczna
Długość ochranianej przez placówkę linii granicznej w 1936 roku wynosiła 3 kilometry i 730 metrów. Rozpoczynała się od kamienia granicznego nr 042, a kończyła na kamieniu granicznym nr 048. Placówka posiadała telefon (nr 21).
Sąsiednie placówki
- placówka Straży Granicznej I linii „Praszka” ⇔ placówka Straży Granicznej I linii „Jelonki” − 1928[8]
- placówka Straży Granicznej I linii „Praszka” ⇔ placówka Straży Granicznej I linii „Prosna” − styczeń 1930[11]